# Супот Діракаосал
Супот Діракаосал (Suphot Dhirakaosal) (тай. นายสุพจน์ ธีรเกาศัลย์) — таїландський дипломат. Надзвичайний і Повноважний Посол Таїланду в Україні за сумісництвом (2008-2013).

## Життєпис
Вивчав міжнародні відносини і право в Університеті Thamasak, Бангкок. Після закінчення вступив до Міністерства закордонних справ Таїланду в 1973 році, працюючи на місцевому рівні і в іноземних дипломатичних місіях у Ханої, Женеві, Римі, і призначений в 1995 році як генеральний консул у Лос-Анджелесі.
Його перше призначення як Надзвичайного і Повноважного Посла Таїланду в 2000 році в Державі Кувейт. Він продовжував служити надзвичайним і повноважним послом Таїланду в Об'єднаних Арабських Еміратах (2002—2004), М'янмі в 2004 році, і в РФ та в Україні, Грузії за сумісництвом.